# 高橋正仁
高橋 正仁（たかはし まさひと、1980年3月6日 - ）は、日本の陸上競技選手、陸上競技指導者。秋田県大仙市出身。秋田工業高等学校、駒澤大学法学部卒業。コニカミノルタ所属を経て、2019年4月より秋田工業高等学校陸上部の監督を務める。

## 来歴・人物
駒澤大学陸上競技部出身者の一人。大学在学中は東京箱根間往復大学駅伝競走に、2年時の2000年第76回大会から4年時の2002年第78回大会までの3大会連続出場を果たした。第76回大会では10区を走って駒澤大学箱根駅伝初優勝のゴールテープを切った。記録も1時間10分26秒の区間新記録（区間順位1位）を樹立した。第77回大会は9区を走って順天堂大学の高橋謙介を逆転し駒澤大学を首位に立たせた。しかし10区で高橋桂逸が2位順天堂に首位を明け渡してしまい優勝とはならなかった。第78回大会でも9区を走って1時間09分31秒の記録で区間賞を獲得、駒澤大学は2年ぶり2回目の箱根駅伝総合優勝を飾った。高橋は3年連続で出場した箱根駅伝すべてで区間賞を獲得した。
大学卒業後は、実業団陸上のコニカミノルタに進み、社会人陸上選手としても陸上競技を続ける。2003年11月の第44回東日本実業団対抗駅伝競走大会は5区を走り、コニカミノルタの同大会初優勝の一員となった。2004年2月の第42回延岡西日本マラソンでマラソンに初出場し2時間15分36秒の記録で3位に入った。マラソンの自己ベストは2005年2月の第54回別府大分毎日マラソンで記録した2時間15分00秒である。後に指導者となり、2006年より母校駒澤大学陸上競技部のコーチ、2015年から同じく母校の秋田工業高校の陸上部コーチとなった後、2019年4月から秋田工業高校の陸上部監督となった。

## 関連人物
- 大八木弘明
- 高林祐介
- 宇賀地強